# 3:10 to Yuma (film, 2007)
För filmen från 1957, se 3:10 till Yuma (film, 1957)

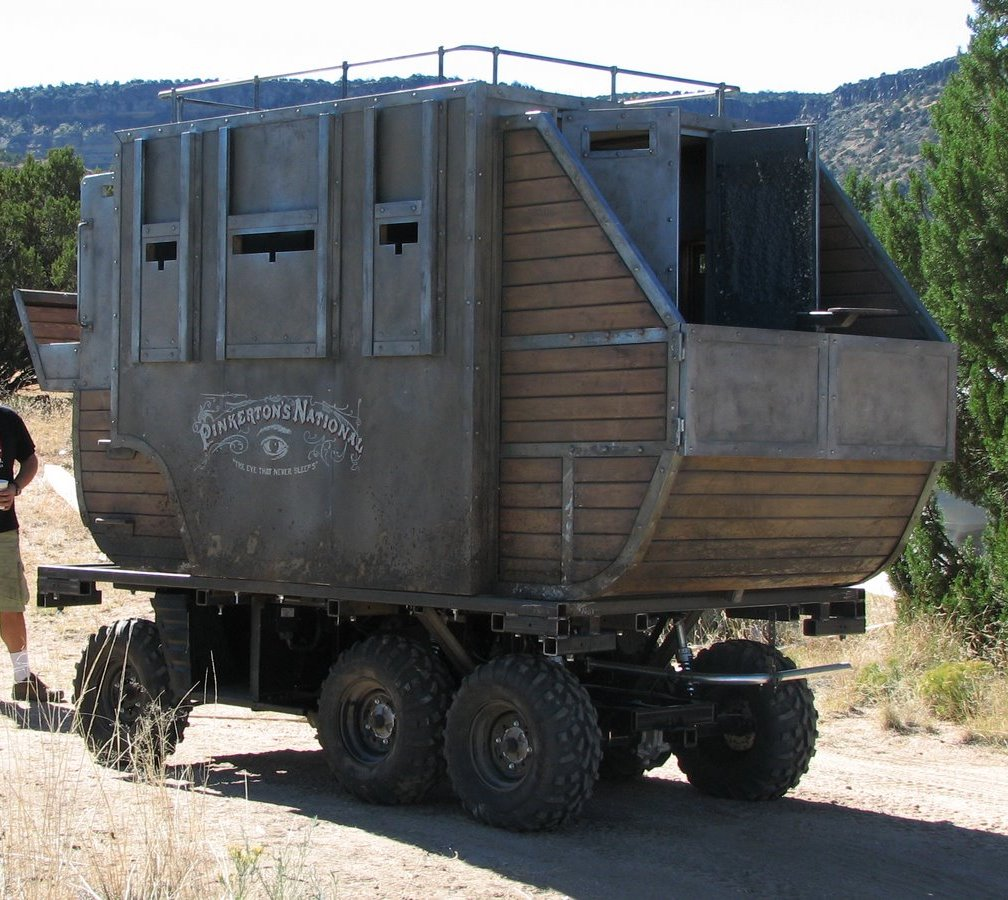
En diligens som användes under filminspelningen.

3:10 to Yuma är en amerikansk Oscarnominerad westernfilm från 2007. Filmen bygger på Elmore Leonards novell och har tidigare filmatiserats 1957. Den är regisserad av James Mangold och huvudrollerna spelas av Russell Crowe och Christian Bale. Inspelningen gjordes på flera platser i New Mexico, USA. Den hade premiär 7 september 2007 i USA och 7 mars 2008 i Sverige.

## Handling
När Wade (Russell Crowe), den hänsynslöse, blir tillfångatagen utfästs en belöning till den som kan eskortera honom till tåget 3:10 till Yuma där han ska ställas inför rätta. Den fattige ranchägaren Dan Evans (Christian Bale) åtar sig den riskfyllda uppgiften för att med hjälp av pengarna kunna rädda sina ägor från att lösas in av banken. Med Wades mannar hack i häl påbörjar Evans den farliga resan mot rättvisan.

## Rollista
- Russell Crowe – Ben Wade
- Christian Bale – Dan Evans
- Logan Lerman – William Evans
- Ben Foster – Charlie Prince
- Peter Fonda – Byron McElroy
- Dallas Roberts – Grayson Butterfield
- Alan Tudyk – Doc Potter
- Vinessa Shaw – Emmy
- Kevin Durand – Tucker
- Luce Rains – Marshal Weathers
- Gretchen Mol – Alice Evans
- Luke Wilson – Zeke

## Nomineringar
| År   | Pris  | Resultat  | Kategori        | Person                                   |
| ---- | ----- | --------- | --------------- | ---------------------------------------- |
| 2008 | Oscar | Nominerad | Bästa filmmusik | Marco Beltrami                           |
| 2008 | Oscar | Nominerad | Bästa ljud      | Paul Massey, David Giammarco, Jim Stuebe |